# Ruppersthal
Ruppersthal (früher auch Ruppertsthal) ist ein Ort der Marktgemeinde Großweikersdorf im westlichen Weinviertel zwischen Wagram und Schmidatal und liegt in der gleichnamigen Katastralgemeinde. Der zwei Kilometer lange Ort liegt im nördlichen Teil des Bezirkes Tulln. Die Ortschaft hat 404 Einwohner (Stand 1. Jänner 2025). Bis Ende 1970 war Großwiesendorf eine eigenständige Gemeinde.

## Geschichte
Urkundlich wird Ruppersthal um 1300 als Vikariat erwähnt. Seit 1400 gilt sie als eigene Pfarrgemeinde und die dem hl. Ägidius geweihte Wehrkirche stammt aus dem 13. Jahrhundert und wurde im 16. Jahrhundert barockisiert und vergrößert. Bis zum Jahre 1783 gehörten der Pfarre Ruppersthal auch die Gemeinden Baumgarten am Wagram und Groß- und Kleinwiesendorf an.
Laut Adressbuch von Österreich waren im Jahr 1938 in der Ortsgemeinde Ruppersthal ein Fleischer, zwei Gastwirte, vier Gemischtwarenhändler, zwei Handelsagenten, ein Landesproduktehändler, ein Sattler, ein Schmied, zwei Schneider und zwei Schneiderinnen, drei Schuster, zwei Tischler, ein Wagner, vier Weinsensale und mehrere Landwirte ansässig.
Mit 1. Jänner 1971 wurden im Zuge der Niederösterreichischen Kommunalstrukturverbesserung die bis dahin selbständigen Gemeinden Großwiesendorf, Kleinwiesendorf, Ruppersthal und Tiefenthal nach Großweikersdorf eingemeindet.

## Kultur und Sehenswürdigkeiten

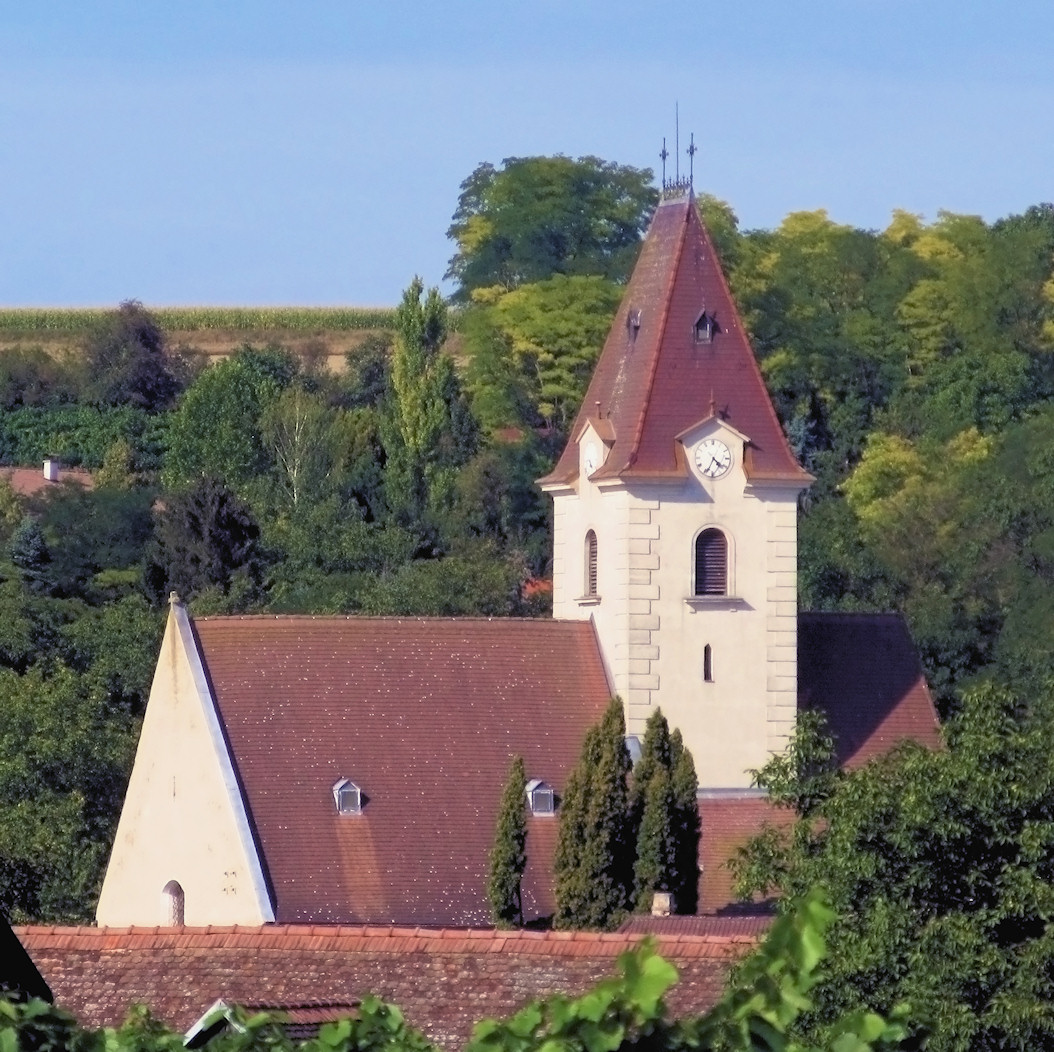
Pfarrkirche Ruppersthal

- Pleyel-Museum: Das Museum zu Ignaz Josef Pleyel ist in Pleyels Geburtshaus neben der hochgelegenen Kirche untergebracht und widmet sich Leben und Werk des Komponisten.[4] Es ermöglicht Einblicke in sein kompositorische Schaffen und es dokumentiert darüber hinaus auch Pleyels Arbeit als Klavierbauer. Prunkstücke der Ausstellung sind zwei Pleyel-Klaviere: ein Hammerflügel aus dem Jahr 1831 (das Klavier trägt die Opuszahl 1614) sowie ein Tafelklavier (Opuszahl 7134). Das Museum fungiert zusätzlich auch als Aufführungsraum für Konzerte und kammermusikalische Darbietungen, in denen die Musik Pleyels als auch seiner Zeitgenossen aufgeführt wird.[5]
- Katholische Pfarrkirche Ruppersthal: Die Pfarrkirche ist dem heiligen Ägidius geweiht. Auf einer Anhöhe im Zentrum der Ortschaft ist diese spätgotische Staffelkirche errichtet. Die dreischiffige Kirche besteht aus einem vierjochigen Langhaus unter einem steilen Satteldach. Der quadratische Ostturm, mit geputzter Ortsteinquaderung, Rundbogen und Schallfenstern, entstand in der 2. Hälfte des 19. Jahrhunderts. Besondere Merkmale des Turms sind das Zeltdach und der Uhrengiebel. Die Kirche ist innen mit einem barocken Hochaltar und zwei Seitenaltären ausgestattet. Sehenswert ist ein Ölbild, das den Tod des hl. Josef darstellt. Weil Ruppersthal eine eigene Pfarrgemeinde ist, besitzt sie um die Kirche einen Friedhof.
- In Ruppersthal gibt es zwei Kapellen, die Wallfahrtsziele der Gläubigen aus der Umgebung sind: die Lorettokapelle (an der Ortsausfahrt Richtung Königsbrunn am Wagram) und die Lourdeskapelle (an der Ortsausfahrt Richtung Baumgarten am Wagram).
- Schloss Ruppersthal: Herrschaftlicher Wirtschaftshof, im 19. Jahrhundert schlossartig ausgebaut.
- Auf mehreren Grundstücken des Ortes existieren Erdställe.

### Regelmäßige Veranstaltungen
- Weinlesefest (September)
- Internationaler Ruppersthaler Weintraubenlauf (letztes Juni-Wochenende)[6]
- Ruppersthaler Weinland-Wandertag (September/Oktober)
- Adventmarkt (November oder Dezember)
- Ruppersthaler Mammut Crosslauf (zu Mariä Empfängnis am 8. Dezember)

## Wirtschaft und Infrastruktur

### Weinbau

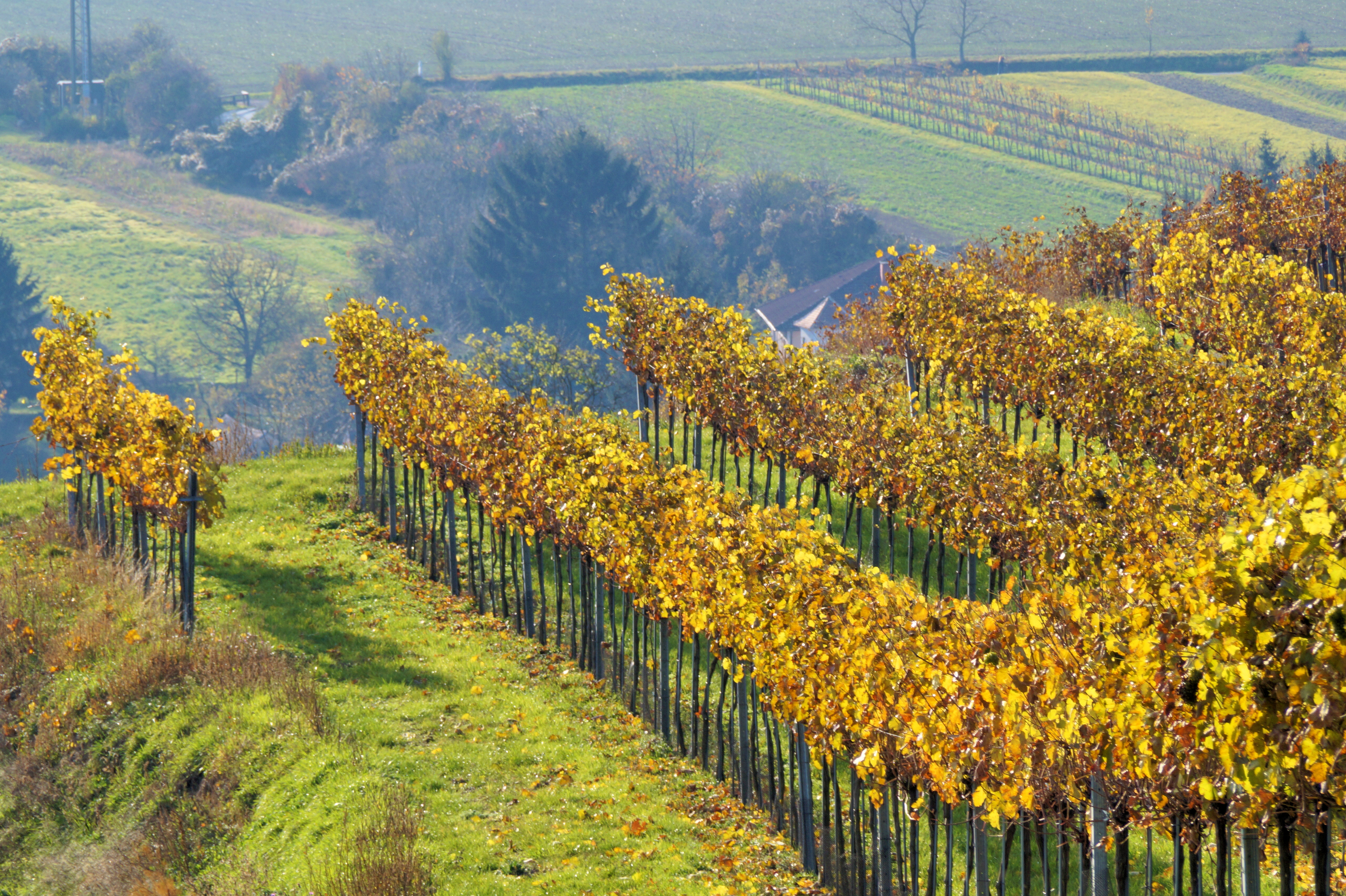
Weingarten am Kogel

Der Weinbau ist in Ruppersthal ein bedeutender Wirtschaftsfaktor. Der Kogel (auch Kogelberg genannt, ein Hügel in Ruppersthal) bietet mit seinen Lössböden und den sonnigen Südhängen optimale Bedingungen für die Kelterung guter Weine. Die Ruppersthaler Winzer laden zur Verkostung der Weine in ihre Keller oder zum Heurigen. Neben der Hauptsorte, dem Grünen Veltliner, findet man noch die Weinsorten Weißburgunder, Rivaner, Chardonnay, Riesling sowie Rotweinsorten.

### Ortsverschönerungsverein
1982 beteiligte sich Ruppersthal an der Aktion „Niederösterreich im Blumenschmuck“.

### Öffentliche Einrichtungen
In Ruppersthal befindet sich ein Kindergarten.

### Sport
In Ruppersthal gibt es einen Sportverein, den USC Ruppersthal.

## Persönlichkeiten

### Söhne und Töchter des Ortes
- Franz Leopold Graff (1719–1779), Komponist
- Ignaz Josef Pleyel (1757–1831), Komponist